# وارين (رود آيلاند)
وارين (بالإنجليزية: Warren)‏ هي بلدة تقع بولاية رود آيلاند في الولايات المتحدة. تبلغ مساحتها 22.4 (كم²)، وترتفع عن سطح البحر 2 م، بلغ عدد سكانها 10611 نسمة في عام 2010 حسب إحصاء مكتب تعداد الولايات المتحدة وتصل الكثافة السكانية فيها 667.4 نسمة/كم2.

## معرض صور

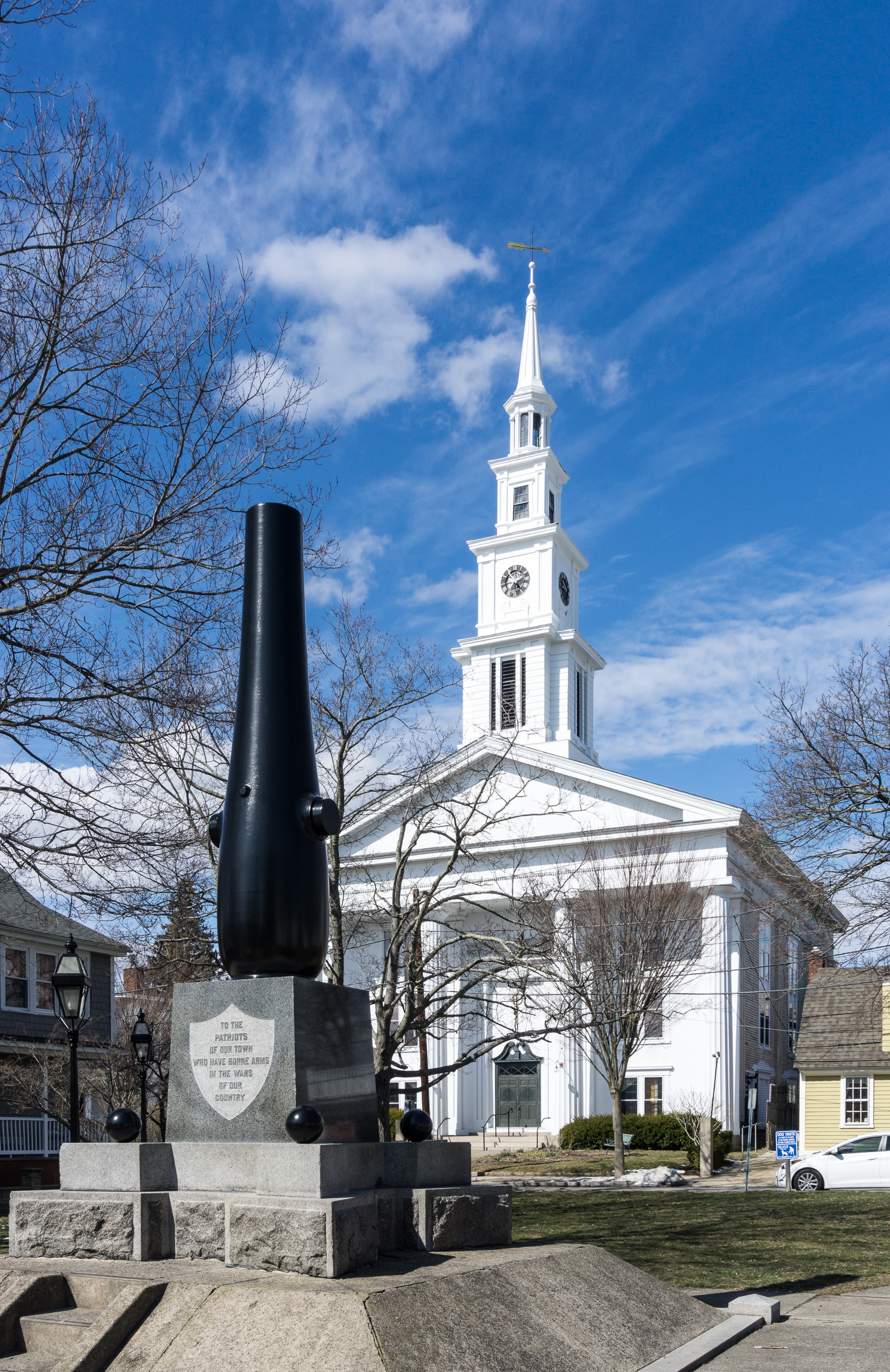
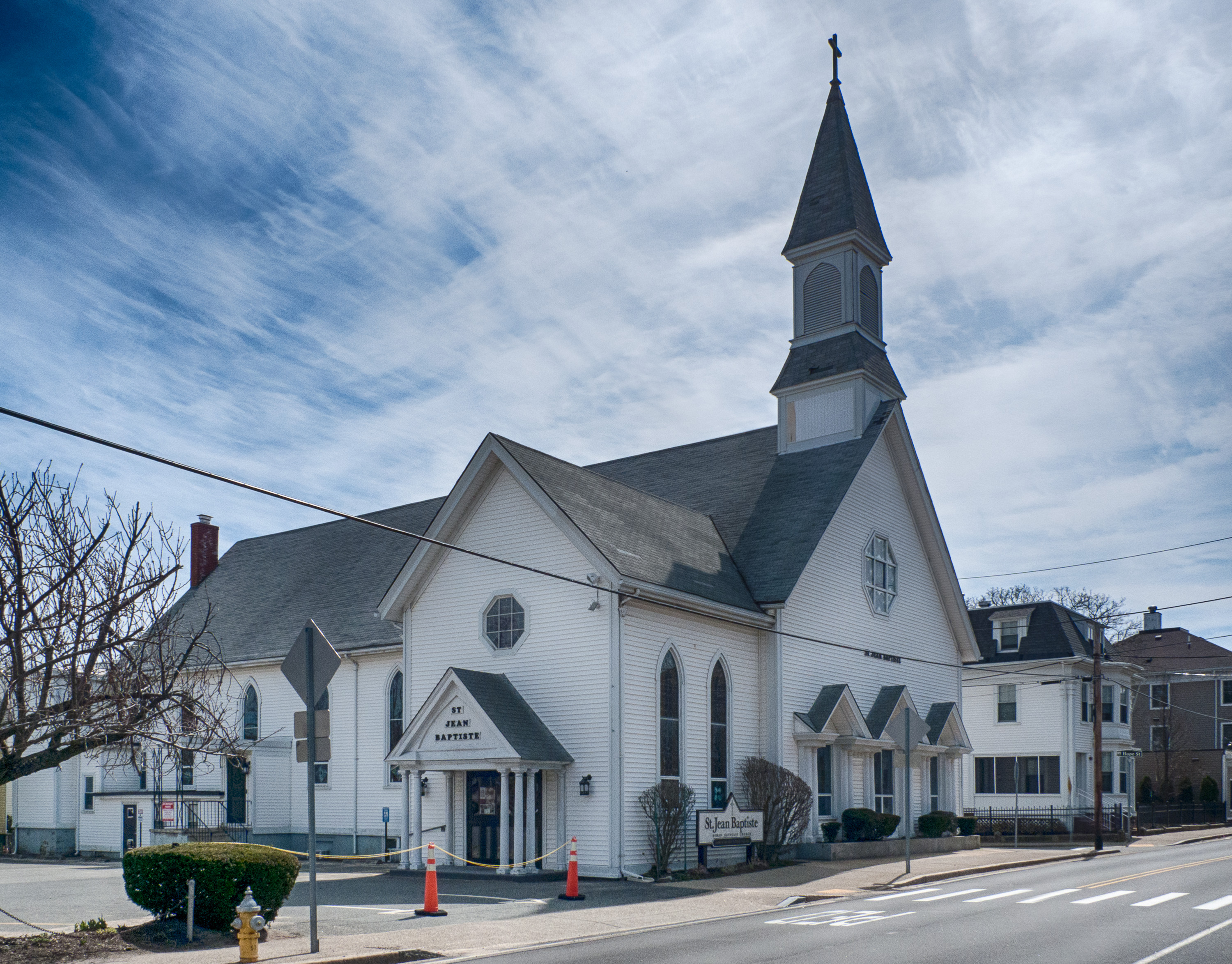
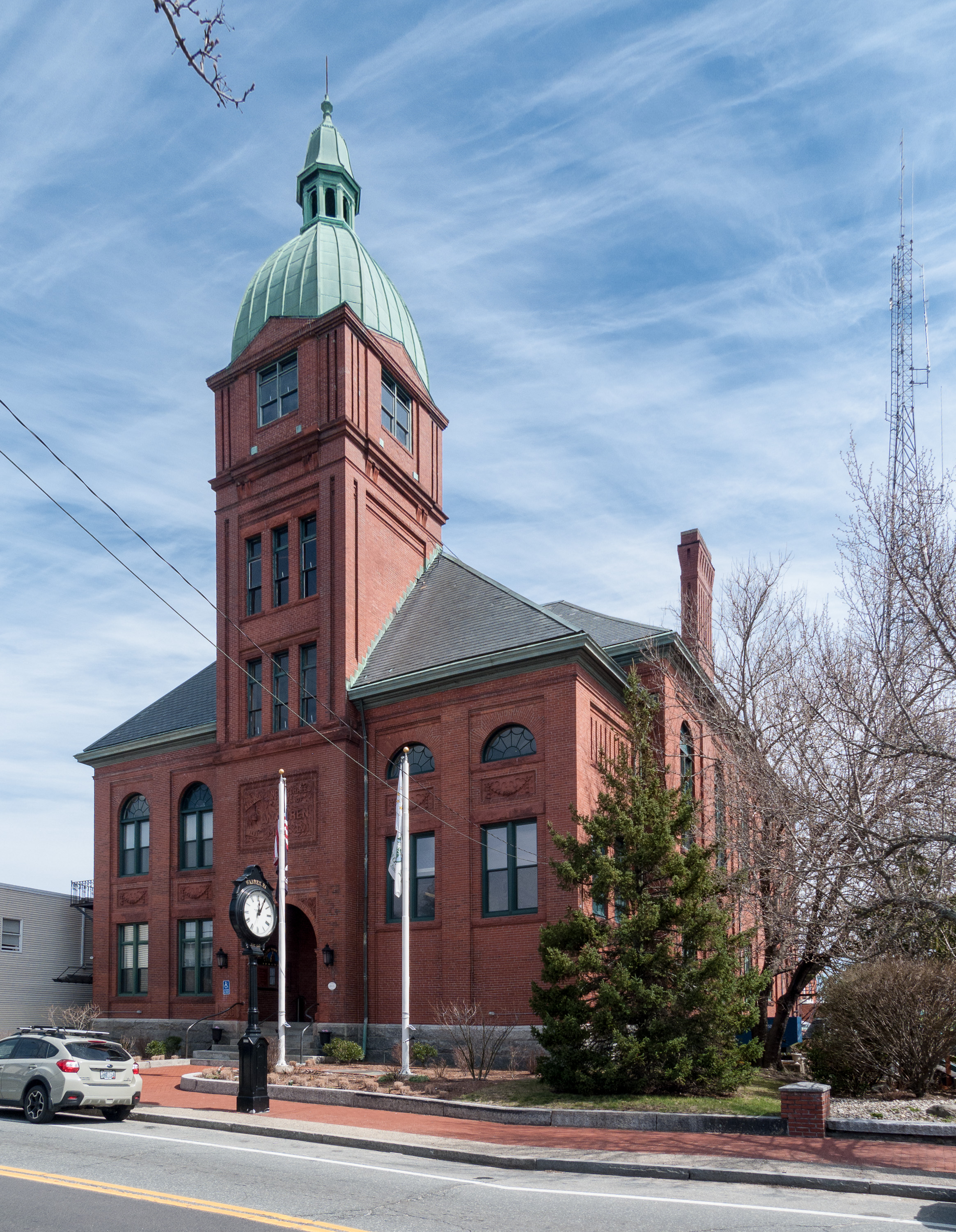
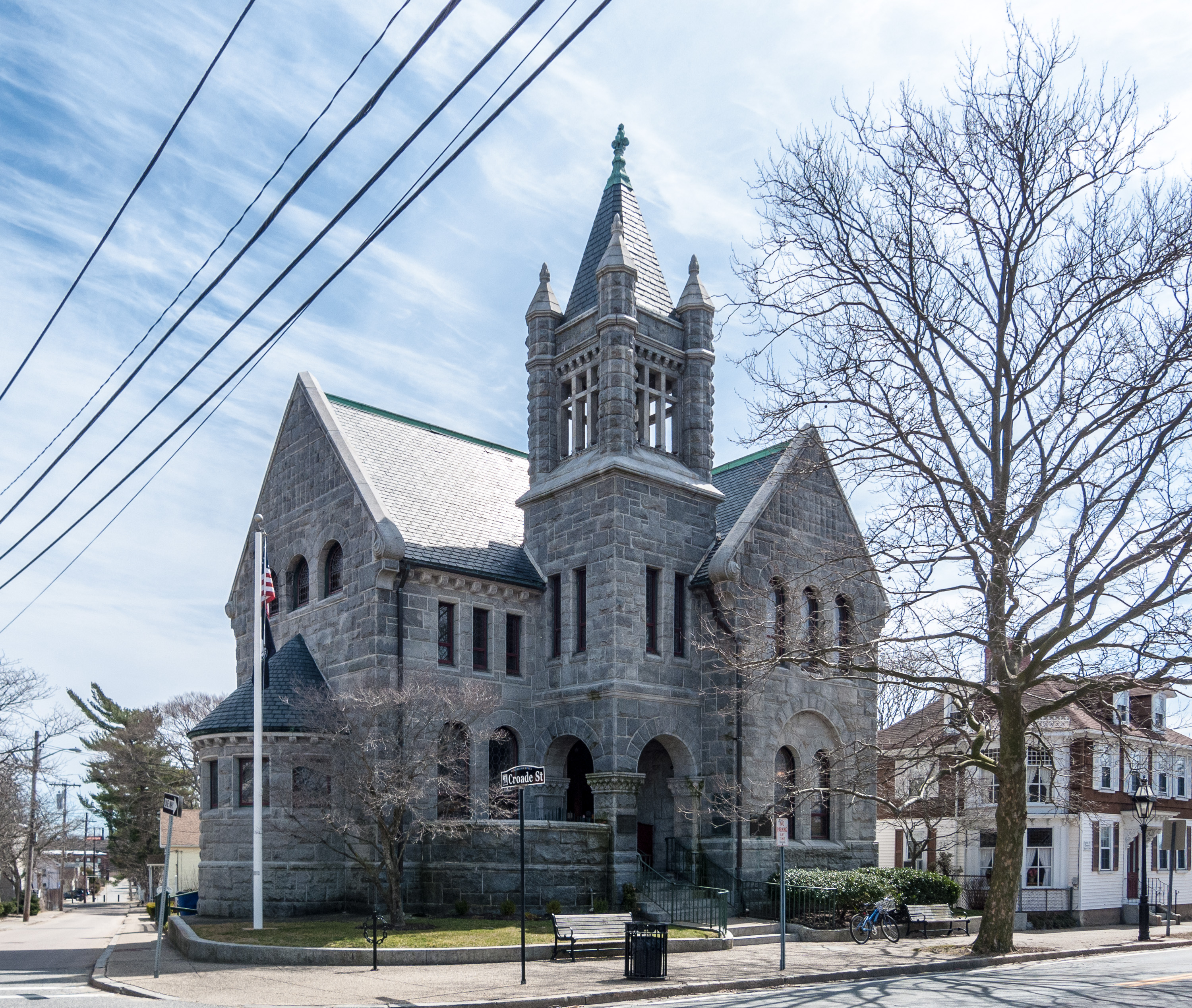

## أعلام
- افرايم ويلارد بور
- توماس جي. تورنر
- ناثان ميلر
- لوثر بلونت
- إليانور كيرك

## وصلات خارجية
- The US50 - Cities and Towns in Rhode Island State
- Rhode Island Cities and Towns, Facts, Map, Flag, Colleges, Government, and More